# Rolamento

Animação de um rolamento com anel exterior fixo.

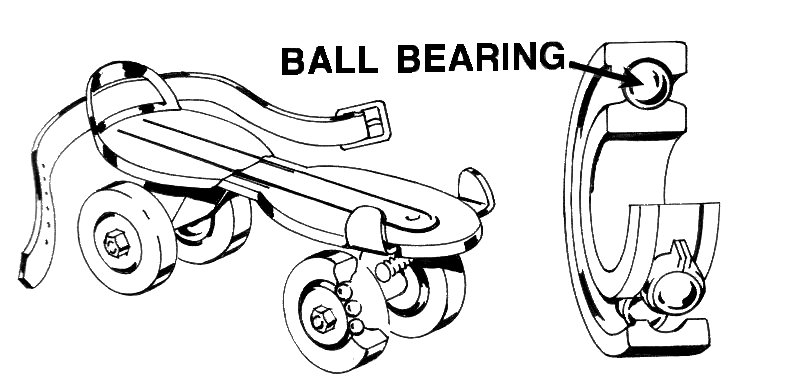
Exemplo do uso de rolamentos em patins.

Um rolamento (informalmente denominado rolimã) é um dispositivo que permite o movimento relativo controlado entre duas ou mais partes. Serve para substituir a fricção de deslizamento entre as superfícies do eixo e da chumaceira por uma fricção de rolamento.Compreende os chamados corpos rolantes, como bolas, rodízios, etc.  Os anéis que constituem os trilhos de roldana e a caixa interposta entre os anéis. Todos estes elementos são de aço combinado com crómio e as suas dimensões estão submetidas a um sistema de normalização do rolamento.

## Diferença entre rolamentos
Temos diversos tipos de rolamentos, tais como: de esfera, roletes (rolos) e de agulha. Estes rolamentos variam de abertos, ou seja, não retendo totalmente a graxa lubrificante, vedados através de retentores metálico, plástico ou borracha e os rolamentos selados, que por sua vez possuem maior retenção de graxas, aumentando de forma progressiva a vida útil dos mesmos, além de proporcionar melhor nível de ruído, que nos dias atuais fazem muita diferença para o usuário final. O custo de tais rolamentos também variam na medida em que são mais qualificados. Quando comparamos os rolamentos de esferas com os de rolos com as mesmas dimensões, os rolamentos de esferas apresentam uma resistência ao atrito menor e uma menor variação de rotação que os rolamentos de rolos.
Isto os faz mais adequados para uso em aplicações que requerem alta rotação, alta precisão, baixo torque e baixa vibração. Inversamente, os rolamentos de rolo têm uma capacidade de carga maior, o que os torna mais apropriados para aplicações que requerem longa vida e resistência para cargas elevadas e de choques.
As buchas sinterizadas são aplicadas para substituir rolamentos, sempre levando em consideração a exigência, cargas adequadas, vida útil e custos apropriados. Figura que termina no seu ponto de partida criando uma linha contínua de precisão e movimento.